# ノース 小さな旅人
『ノース 小さな旅人』（ノース ちいさなたびびと、North）は、1994年のアメリカ合衆国のファンタジー・コメディ映画。監督はロブ・ライナー、出演はイライジャ・ウッドとブルース・ウィリスなど。スカーレット・ヨハンソンの映画デビュー作品でもある。

『スタンド・バイ・ミー』などで知られるロブ・ライナーがメガホンを取り、子役として活躍していたイライジャ・ウッド主演の本作は、『ダイ・ハード』シリーズのブルース・ウィリスをはじめ豪華キャストが結集している。しかし、後述の通り、本作は差別的描写の多さなどからかなり評価が低い。

## ストーリー
何をやっても優秀、スポーツ万能、容姿端麗の3点セットが揃った文句のつけようがない主人公ノース（イライジャ・ウッド）。誰もが羨む100点満点のノースだが、そんな彼にも一つだけ悩みがあった。自分に全く興味がなさそうな父（ジェイソン・アレクサンダー）と母（ジュリア・ルイス＝ドレイファス）だ。互いに共働きでしょっちゅう喧嘩をし、相手の話を聞こうともせず、自分の話で夢中になる2人を見て、溜息をつく毎日を送っていたノースはある日偶然立ち寄ったショッピング・モールの家具売り場で、ピンク色のコスチュームを着たウサギ男（ブルース・ウィリス）に出会う。男はにんじんをかじりながら、深刻に悩むノースに対し冷静に耳を傾ける。そして男の発した一言により、フリーエージェント制を思いついたノースは、早速それをその場で宣言。同級生の新聞記者ウィンチェルに事を話すとそのことが全世界にまで流されたことで、全世界から『ぜひ我が子に!』というオファーが殺到する。そんなオファーの中からいくつか選びぬいたノースは、自分にとって最高の両親を見つけるべく、道のりの長い親捜しへ旅立つのだった。
しかし、どの両親候補にもノースは満足しない。そして、一番はやはり自分の両親であることを覚る。しかし、ウィンチェルはノースが両親の元へ帰らないように画策していた。ノースの両親が反省し撮影した謝罪ビデオが、ウィンチェルにより編集され、決別ビデオとなってノースに届く。選び抜いたネルソン家の養子になることを決意するが、打ち解けられずに逃げ出したノースを殺そうと、ウィンチェルは殺し屋を雇う。家にたどり着いたノースにウサギ男に似た男は両親はショッピングモールにいることを伝える。FA期限まであと数秒というところでノースは両親と再会するが、殺し屋がノースへ向けて発砲する。ノースが目を覚ましたとき、ショッピングモールのソファに座っていた。

## キャスト
※括弧内は日本語吹替
- ノース: イライジャ・ウッド（田中真弓）
- ナレーター/ウサギ男/ギャビー: ブルース・ウィリス（樋浦勉）
- ノースの父: ジェイソン・アレクサンダー（田原アルノ）
- ノースの母: ジュリア・ルイス＝ドレイファス（日野由利加）
- ウィンチェル: マシュー・マッカレイ（矢島晶子）
- アーサー・ベルト: ジョン・ロヴィッツ（堀内賢雄）
- バックル判事: アラン・アーキン（上田敏也）
- テキサスのパパ: ダン・エイクロイド（有本欽隆）
- テキサスのママ: リーバ・マッキンタイア（宮寺智子）
- アラスカのパパ: グラハム・グリーン（田中正彦）
- アラスカのママ: キャシー・ベイツ（竹口安芸子）
- アラスカの祖父: エイブ・ヴィゴダ（上田敏也）
- アーミッシュのパパ: アレクサンドル・ゴドゥノフ
- アーミッシュのママ: ケリー・マクギリス
- ワード・ネルソン: ジョン・リッター（森田順平）
- ドナ・ネルソン: フェイス・フォード
- ローラ・ネルソン: スカーレット・ヨハンソン
- バド・ネルソン: ジェシー・ザイグラー
- アル: ロバート・コスタンゾ（稲葉実）
- 館長: ベン・スタイン（小島敏彦）
- ピアノ奏者: マーク・シャイマン
- ホー知事: キーオン・ヤング
- 知事夫人: ローレン・トム
- サラ: アラナ・オースティン
- アダム: ジャシー・スモレット
- アル: ロバート・コスタンゾ
- 中国のママ: ロザリンド・チャオ
- 被告側弁護士: アラン・レイキンズ
- バーカー: リチャード・ベルザー

## 評価
本作は、その差別的描写の多さなどもあり、かなり酷評された。例として、テキサスやハワイ、アラスカなど行く先々を小馬鹿にするシーンや、不適当なステレオタイプに基づいた人種差別描写、女性差別などがあった。
こうした理由からゴールデンラズベリー賞6部門にノミネートされ、スティンカーズ最悪映画賞で最低映画賞（ロブ・ライナー、アラン・ツァイベル）、最低俳優賞（ブルース・ウィリス）を受賞した。
映画評論家のロジャー・イーバートは最低点の星0個と評し、シカゴ・サンタイムズ誌で次のように述べた。「私はこの映画が大嫌いだ。大大大大大嫌いだ。大嫌いだ！この映画のにやついた、馬鹿馬鹿しい、空っぽの、観客を傷つける、全ての場面が嫌いだ。“みんながこれを気に入るだろう”と思うその感性が嫌いだ。“この映画でみんな楽しめるだろう”と思うその観客を馬鹿にした信念が透けて見えるのが嫌いだ」。また、テレビ番組『Siskel & Ebert』でも「今ここで座って考えているだけでも腹立たしいと感じる映画だ。番組開始以来19年間において最も嫌いな映画だ。イライジャ・ウッドはいい俳優だし、ロブ・ライナーもいい監督だが、この映画は常軌を逸してる」と評し、同番組で共演していたジーン・シスケルは「ゴミだね、一級品のゴミだ。1994年公開の映画の中で最低の作品だ」と評し、イーバートの映画の内容についての酷評に「評価に値しないただのゴミだ」と終えた。
Rotten Tomatoesでは35件のレビューで支持率は14%で、『過度に感傷的で、明らかな物語の目的をほとんど失ったノース 小さな旅人は、それまで信頼の置ける監督だったロブ・ライナーの初期の大きな失望を表している。』と評価された。